# Thorsten Nordenfelt

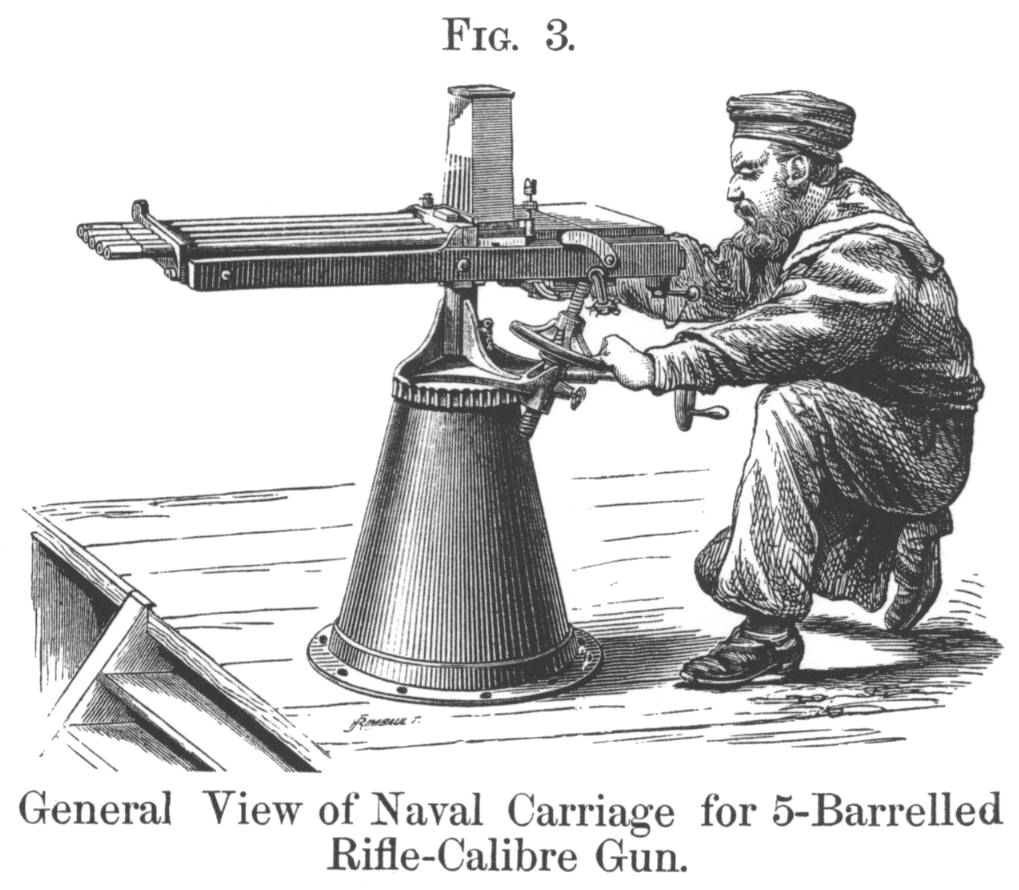
Fempipig Nordenfeltkulspruta på fartygslavett.

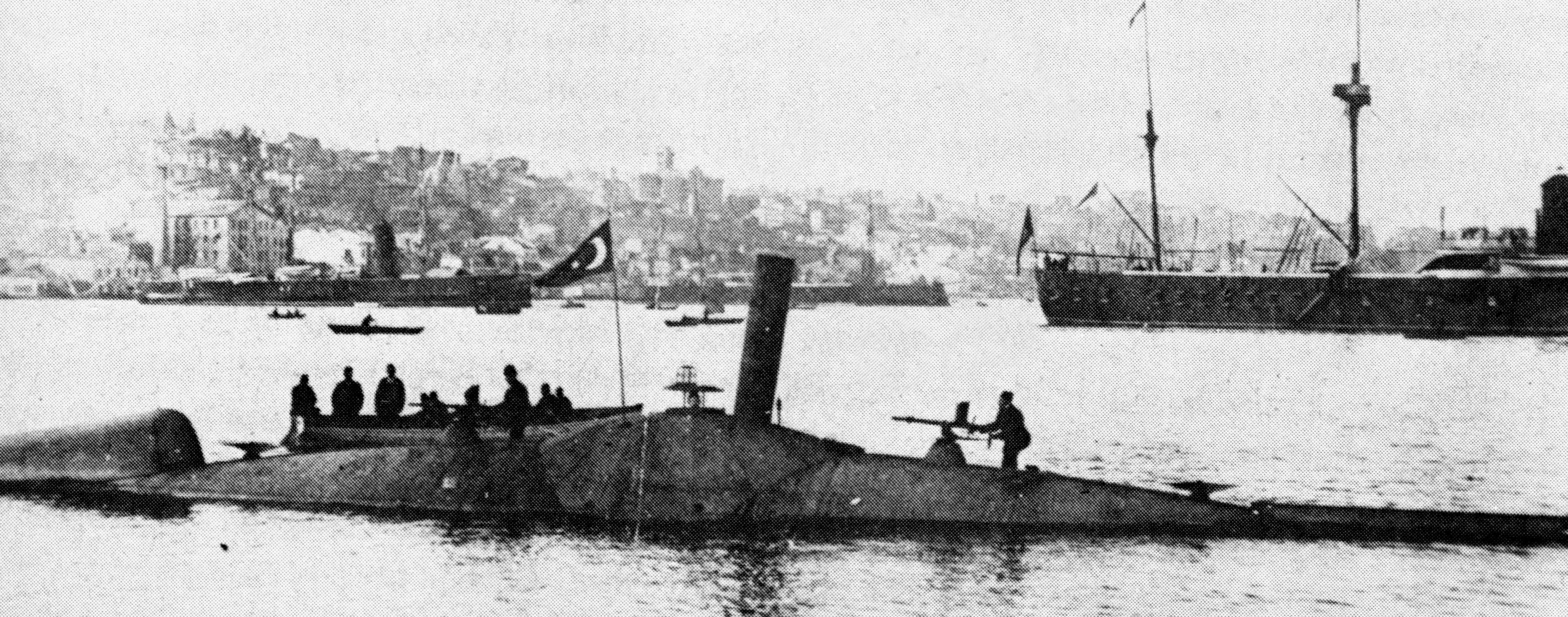
Ubåtar av klassen ”Nordenfelt”. På bilden syns Abdülhamid (1886), en ubåt som Nordenfelt konstruerade åt det Osmanska riket. Den var den första ubåten som avfyrade en torped under vattnet.

Thorsten Vilhelm Nordenfelt, född 1 mars 1842 i Örby socken, död 8 februari 1920 i Stockholm, var en svensk uppfinnare och industriman. Han var son till Enar Nordenfelt.

## Biografi
Thorsten Nordenfelt föddes på överstebostället i Örby och växte upp där och på överstebostället Granvik utanför Jönköping. Han var 1849–1857 elev vid Jönköpings högre allmänna läroverk. Nordenfelt avlade studentexamen i Lund 1858 och var somrarna 1857–1860 elev vid Statens järnvägsbyggnader. Nordenfelt genomgick 1858–1861 Teknologiska institutet i Stockholm och arbetade därefter en tid som nivellör vid Statens Järnvägar. 1862 anställdes han av den svenska firman E. Waern & Co i London, vilken främst ägnade sig åt export av svenskt stål och järn till Storbritannien. 1866 etablerade han en grosshandelsfirma i Stockholm. 1867 gifte han sig med Emma "Nemmie" Stansfeld Grundy och bildade samma år tillsammans med sin svåger Lorentz Tidén Tidén, Nordenfelt & C:o. Från början var firman kommissionär för svenska järnbruk men övergick snart till att sälja engelsk järnvägsräls till Sverige, USA och Ryssland. Nordenfelt överflyttade 1869 till London, och Stockholmsfirman avvecklades. Han fortsatte dock att ha ekonomiska intressen i Sverige, bland annat bildade han ett bolag för att bygga ut Björneborgs järnverk, vars produkter han sålde i England. I samband med det var han också en av initiativtagarna till byggandet av Östra Värmlands järnväg. Han utförde även provborrningar efter kol och eldfasta leror i trakten runt Höganäs och deltog i anläggandet av pappersmassefabrikerna vid Värmbol, Krontorp, Delary och Bruzaholm. Han var även intresserad i olika skogsföretag. 1874 kom hans engelska företag på obestånd och avvecklades.
Under 1875 fick Nordenfelt kontakt med Helge Palmcrantz och blev agent för dennes kulsprutor i England under namnet Nordenfelt Guns and Ammunition Company limited. Konkurrensen med Gardner och Gatling var stenhård, så Nordenfelt övertalade Palmcrantz att öka kalibern på sin kulspruta till en tum. De andra två konstruktionerna tillät inte en så våldsam kaliberökning och Nordenfelt tog hem en order för dessa Nordenfelt 25,4 millimeters kanoner till Storbritanniens flotta.
Efter Palmcrantz död 1880 övertog Nordenfelt vidareutvecklingen av dennes kulsprutor. De såldes i många olika kalibrar och konfigurationer till ett flertal länder och tillverkning skedde i Stockholm, London och Spanien.
Förutom kulsprutor konstruerades vid Nordenfelts firma ett stort antal olika snabbskjutande kanoner i kalibrar från 37 till 57 mm. De båda kända vapenkonstruktörerna Arent Silfversparre och Axel Welin arbetade vid den här tiden för Nordenfelt.

## Ubåtar
Under en resa fick Nordenfelt syn på en ubåt som provkördes av sin konstruktör, en präst vid namn George Garrett. Nordenfelt kontrakterade omedelbart Garrett för att konstruera en större ubåt beväpnad med torpeder. Denna byggdes av Bolinders i Stockholm och såldes till Grekland. Garrett konstruerade ytterligare två ubåtar åt Nordenfelt, vilka byggdes i England och såldes till Turkiet. En fjärde ubåt avsedd för den ryska marinen sjönk på väg från England till Ryssland och Nordenfelt fick aldrig betalt för den.
Nordenfelt var den som först insåg potentialen i kombinationen ubåt - torped och mycket av hans ansträngningar gick ut på att förbättra möjligheterna att skjuta och ladda om i undervattensläge. Tyvärr var dock de ubåtar han och Garrett konstruerade dåligt balanserade och fungerade aldrig riktigt bra.
Under påtryckningar från bankiren Rothschild tvingades Nordenfelt att slå sig samman med Hiram Maxim 1888. Efter en del finansiella problem förorsakade av ett offentligt gräl med Rothschild blev Nordenfelt satt i personlig konkurs 1890 och tvingades lämna företaget.
Han flyttade då till Frankrike där han i Paris grundade företaget Société Nordenfelt, vilket utvecklade mekanismen till den berömda franska artilleripjäsen Canon de 75 mle 1897.
Nordenfelt utnämndes 1885 till kammarherre. År 1903 flyttade han hem till Sverige och pensionerade sig. Thorsten Nordenfelt ligger begravd i den Nordenfeltska familjegraven i Höganäs.

## Utmärkelser

### Svenska utmärkelser
- Kommendör av första klassen av Nordstjärneorden, 16 december 1916.[9]
- Riddare av Nordstjärneorden, 1885.[10]
- Kommendör av andra klassen av Vasaorden, 20 februari 1901.[11]

### Utländska utmärkelser
- Riddare av storkorset av Italienska kronorden, senast 1910.[12]
- Riddare av andra klassen med kraschan av Ryska Sankt Stanislausorden, senast 1910.[12]
- Andra klassen av Osmanska rikets Osmanié-orden, senast 1910.[12]
- Andra klassen Osmanska rikets Meschidie-orden, senast 1910.[12]
- Kommendör av Belgiska Leopoldsorden, senast 1910.[12]
- Kommendör av Franska Hederslegionen, senast 1910.[12]
- Kommendör av Portugisiska Kristusorden, senast 1910.[12]
- Riddare av andra klassen av Preussiska Kronorden, senast 1910.[12]
- Kommendör av Spanska Isabella den katolskas orden, senast 1910.[12]
- Riddare av Danska Dannebrogorden, senast 1910.[12]
- Riddare av Spanska Karl III:s orden, senast 1910.[12]
- Fjärde klassen av Tunisiska orden Nischan el Iftikhar, senast 1910.[12]
- Fjärde klassen av Persiska Lejon- och solorden, senast 1910.[12]